# キャメロン・ジョンソン
キャメロン・ジョーダン・ジョンソン（Cameron Jordan Johnson,1996年3月3日 - ）は、アメリカ合衆国・ペンシルベニア州ムーンタウンシップ出身のプロバスケットボール選手。NBAのデンバー・ナゲッツに所属している。ポジションはスモールフォワードまたはパワーフォワード。

## 経歴

### フェニックス・サンズ
2019年のNBAドラフトにて1巡目全体11位でミネソタ・ティンバーウルブズから指名され、直後にジャレット・カルバーのドラフト交渉権とのトレードで、ダリオ・サリッチのドラフト交渉権と共にフェニックス・サンズへ放出された。7月6日にサンズとの契約に合意した。
2019-20シーズン、10月26日のロサンゼルス・クリッパーズ戦でNBAデビューを果たして4得点、1リバウンド、1スティールを記録し、チームは130-122で勝利した。
2020年3月3日のトロント・ラプターズ戦でシーズンハイとなる21得点を記録したが、チームは114-123で勝利した。8月2日のダラス・マーベリックス戦で自身初のダブル・ダブルとなる19得点、12リバウンド、4アシストを記録し、チームは117-115で辛勝した。同月8日のマイアミ・ヒート戦で2本の3ポイントシュートを沈め、フランチャイズ史上最速(54試合)で通算100本の3ポイントシュートを沈めた選手となった。
2020-21シーズン、12月27日のサクラメント・キングス戦で、ベンチ出場ながらシーズンハイとなる21得点を記録し、チームは116-100で勝利した。このシーズン、チームはNBAファイナルまで進出したが、ミルウォーキー・バックスに第6戦の末に敗れた。
2021-22シーズン、2022年3月4日のニューヨーク・ニックス戦で決勝ブザービーターとなる3ポイントシュートを含むキャリアハイとなる38得点（内9本の3ポイントシュートもキャリアハイ）を記録し、チームは115-114で辛勝した。このシーズン、ジョンソンはシックスマン賞投票において、タイラー・ヒーロー、ケビン・ラブに次ぐ3位であった。
2022-23シーズン開幕前に、新たなヘッドコーチとしてモンティ・ウィリアムズが就任し、先発パワーフォワードに抜擢された。しかし、11月8日に右膝半月板の一部除去手術を受け、最低1〜2ヶ月の欠場を余儀なくされた。

### ブルックリン・ネッツ
2023年2月9日にケビン・デュラント、T・J・ウォーレンとのトレードで、ミカル・ブリッジズ、ジェイ・クラウダー、4つのドラフト1巡目指名権と共にブルックリン・ネッツへ移籍した。2日後のフィラデルフィア・76ers戦でネッツデビューを果たし、12得点、7リバウンド、7アシスト、3スティールを記録したが、チームは98-101で惜敗した。
2023-24シーズン開幕前の7月6日にネッツとの再契約に合意した。

### デンバー・ナゲッツ
2025年7月8日、マイケル・ポーター・ジュニアと2032年のドラフト1巡目指名権とのトレードでデンバー・ナゲッツに移籍した。

## 個人成績

### NBA

#### レギュラーシーズン
| シーズン | チーム | GP  | GS  | MPG  | FG%  | 3P%  | FT%  | RPG | APG | SPG | BPG | PPG  |
| -------- | ------ | --- | --- | ---- | ---- | ---- | ---- | --- | --- | --- | --- | ---- |
| 2019–20  | PHX    | 57  | 9   | 22.0 | .435 | .390 | .807 | 3.3 | 1.2 | .6  | .4  | 8.8  |
| 2020–21  | PHX    | 60  | 11  | 24.0 | .420 | .349 | .847 | 3.3 | 1.4 | .6  | .3  | 9.6  |
| 2021–22  | PHX    | 66  | 16  | 26.2 | .460 | .425 | .860 | 4.1 | 1.5 | .9  | .2  | 12.5 |
| 2022–23  | PHX    | 17  | 16  | 25.3 | .474 | .455 | .818 | 3.8 | 1.5 | .9  | .4  | 13.9 |
| 2022–23  | BKN    | 25  | 25  | 30.8 | .468 | .372 | .851 | 4.8 | 2.1 | 1.4 | .3  | 16.6 |
| 2023–24  | BKN    | 58  | 47  | 27.6 | .446 | .391 | .789 | 4.3 | 2.4 | .8  | .3  | 13.4 |
| 2024–25  | BKN    | 57  | 57  | 31.6 | .475 | .390 | .893 | 4.3 | 3.4 | .9  | .4  | 18.8 |
| 通算     | 通算   | 340 | 181 | 26.5 | .453 | .392 | .851 | 3.9 | 2.0 | .8  | .3  | 12.9 |

#### プレーオフ
| シーズン | チーム | GP | GS | MPG  | FG%  | 3P%  | FT%  | RPG | APG | SPG | BPG | PPG  |
| -------- | ------ | -- | -- | ---- | ---- | ---- | ---- | --- | --- | --- | --- | ---- |
| 2021     | PHX    | 21 | 0  | 21.1 | .500 | .446 | .906 | 3.1 | .8  | .9  | .2  | 8.2  |
| 2022     | PHX    | 13 | 3  | 24.6 | .465 | .373 | .813 | 3.5 | 1.5 | .4  | .1  | 10.8 |
| 2023     | BKN    | 4  | 4  | 38.0 | .509 | .429 | .857 | 5.8 | 2.8 | .8  | .3  | 18.5 |
| 通算     | 通算   | 38 | 7  | 24.1 | .489 | .416 | .859 | 3.6 | 1.2 | .7  | .2  | 10.2 |

### カレッジ
| シーズン | チーム           | GP  | GS | MPG  | FG%  | 3P%  | FT%  | RPG | APG | SPG | BPG | PPG  |
| -------- | ---------------- | --- | -- | ---- | ---- | ---- | ---- | --- | --- | --- | --- | ---- |
| 2014–15  | ピッツバーグ     | 8   | 0  | 14.4 | .394 | .348 | .500 | 1.1 | .5  | .1  | .4  | 4.5  |
| 2015–16  | ピッツバーグ     | 32  | 1  | 11.7 | .397 | .375 | .808 | 1.8 | .5  | .3  | .2  | 4.8  |
| 2016–17  | ピッツバーグ     | 33  | 33 | 33.3 | .447 | .415 | .811 | 4.5 | 2.3 | .9  | .3  | 11.9 |
| 2017–18  | ノースカロライナ | 26  | 20 | 29.3 | .426 | .341 | .847 | 4.7 | 2.3 | .7  | .2  | 12.4 |
| 2018–19  | ノースカロライナ | 36  | 36 | 29.9 | .505 | .457 | .818 | 5.8 | 2.4 | 1.2 | .3  | 16.9 |
| 通算     | 通算             | 135 | 90 | 25.4 | .456 | .405 | .817 | 4.1 | 1.8 | .8  | .3  | 11.2 |